# Касамацу, Сигэру
Сигэру Касамацу (яп. 笠松 茂 Касамацу Сигэру, 16 июля 1947) — японский гимнаст, олимпийский чемпион, шестикратный чемпион мира.

## Биография
Родился в Кумано префектуры Миэ; окончил Университет Тюкё. Гимнастикой занялся с 10 лет, его первым международным соревнованием стало участие в 1972 году в Олимпийских играх в Мюнхене, где он завоевал золотую, серебряную и две бронзовые медали. В 1974 году стал обладателем четырёх золотых медалей чемпионата мира. В 1976 году из-за аппендицита пропустил Олимпийские игры в Монреале, но зато на чемпионате мира 1978 года он завоевал две золотых медали и одну серебряную. На чемпионате мира 1979 года стал обладателем серебряной медали.
Женат на гимнастке Кадзуэ Ханю, участвовавшей в Олимпийских играх 1968 и 1972 годов. Их сын Акихиро Касамацу также стал гимнастом, и принимал участие в Олимпийских играх 2000 года.
В 2007 году включён в Международный зал славы гимнастики.